# Rodrigo Nicolás Contreras
Rodrigo Nicolás Contreras (Tucumán, Argentina; 27 de octubre de 1995) es un futbolista argentino que se desempeña como delantero. Actualmente es jugador de Universidad de Chile de la Primera División de Chile.
Su padre Carlos Contreras también fue futbolista, vistió las camisetas de San Martín de Tucumán, Atlético Tucumán, Atlético de Rafaela y Ferro Carril Oeste.

## Trayectoria
Debutó en un partido frente a River Plate entrando a los 34 minutos del segundo tiempo con el dorsal 36.
El 10 de marzo de 2014, fue cedido a Gimnasia y Esgrima La Plata hasta la finalización de la temporada 2013/2014 de Primera División.
En julio de 2014 regresa a San Lorenzo una vez finalizado su préstamo. El 18 de agosto de 2014 sufre una la rotura del quinto tetaterciano del pie que lo dejaría afuera de las canchas por más de tres meses.
A fines del 2015 retorna a San Lorenzo tras su préstamo al club platense debido a que el delantero se resintió de una vieja lesión en un dedo del pie y al tener que ser intervenido quirúrgicamente, San Lorenzo, dueño de su pase, se hizo cargo de la recuperación, por lo que rescindió su préstamo con el Lobo.
En el año 2017 llegó a Arsenal de Sarandí. Lo pidió el Humberto Grondona como promesa ya que ya lo había dirigido para la selección juvenil de Argentina pero solo jugó 2 partidos en el equipo de Sarandí
En febrero de 2018 es anunciada una nueva cesión, esta vez a Deportes Antofagasta de la Primera División de Chile.En enero de 2019, es anunciado como nuevo jugador del Necaxa de la Primera División de México.En enero de 2020, regresa a su país natal para defender los colores de Aldosivi de la Primera División Argentina. Tras quedar libre, en junio de 2021 es fichado como nuevo jugador de Defensa y Justicia. En enero de 2022, firma por una temporada con Platense.
Tras quedar libre, en enero de 2023 se concreta su regreso a Deportes Antofagasta, recientemente descendido a la Primera B de Chile con contrato por una temporada. En dicho año tuvo una destacada campaña personal, en la que se coronó como el goleador de la categoría.Tras el fin del torneo, se despidió del equipo antofagastino a través de sus redes sociales.
El 11 de enero de 2024, es anunciado como nuevo jugador de Everton de la Primera División chilena.El 25 de enero de 2025, se anuncia su arribo a Universidad de Chile de la Primera División chilena por la temporada 2025.

## Selección nacional
Fue uno de los 18 convocados por Alejandro Sabella para ir a la Copa del Mundo 2014 disputada en Brasil .

### Selección Argentina Sub-20
El 6 de enero de 2015, Humberto Grondona, director técnico de la Selección Argentina sub-20, entregó una lista de 32 futbolistas en la que se encontraba Rodrigo Contreras y a partir de la cual sería convocado para entrenar de cara al campeonato sudamericano sub-20 que se disputará en enero, en Uruguay.
El 10 de enero, a muy poco del comienzo del campeonato, integró la lista definitiva de los 23 convocados que viajarán al país anfitrión.
El 7 de febrero de 2015 se corona campeón de la competencia, habiendo anteriormente convertido un gol contra Brasil durante la fase final.
| \| N.º \| Fecha \| Estadio \| Local \| Resultado \| Visitante \| Goles \| Asist. \| \| \| ----- \| ---------- \| ------------------------------------------ \| --------- \| --------- \| --------- \| ----- \| ------ \| ------------------- \| \| 1 \| 22-01-2015 \| Profesor Alberto Suppici, Colonia, Uruguay \| Argentina \| 3-0 \| Bolivia \| \| \| Sudamericano Sub-20 \| \| 2 \| 01-02-2015 \| Gran Parque Central, Montevideo, Uruguay \| Argentina \| 2-0 \| Brasil \| \| \| Sudamericano Sub-20 \| \| Total \| Total \| Presencias \| 2 \| Goles \| Goles \| 1 \| 0 \| \| |            |                                            |           |           |           |       |        |                     |
| N.º | Fecha      | Estadio                                    | Local     | Resultado | Visitante | Goles | Asist. |                     |
| 1 | 22-01-2015 | Profesor Alberto Suppici, Colonia, Uruguay | Argentina | 3-0       | Bolivia   |       |        | Sudamericano Sub-20 |
| 2 | 01-02-2015 | Gran Parque Central, Montevideo, Uruguay   | Argentina | 2-0       | Brasil    |       |        | Sudamericano Sub-20 |
| Total | Total      | Presencias                                 | 2         | Goles     | Goles     | 1     | 0      |                     |

No incluye partidos amistosos.

## Estadísticas

### Clubes
- Actualizado hasta el 17 de agosto de 2025.

| Club | Div.                | Temporada           | Liga  | Liga  | Liga   | Copas Nacionales(1) | Copas Nacionales(1) | Copas Nacionales(1) | Copas Internacionales(2) | Copas Internacionales(2) | Copas Internacionales(2) | Total | Total | Total  |
| Club | Div.                | Temporada           | Part. | Goles | Asist. | Part.               | Goles               | Asist.              | Part.                    | Goles                    | Asist.                   | Part. | Goles | Asist. |
| --- | ------------------- | ------------------- | ----- | ----- | ------ | ------------------- | ------------------- | ------------------- | ------------------------ | ------------------------ | ------------------------ | ----- | ----- | ------ |
| San Lorenzo Argentina | 1.ª                 | 2012-13             | 3     | 0     | 0      | —                   | —                   | —                   | —                        | —                        | —                        | 3     | 0     | 0      |
| San Lorenzo Argentina | 1.ª                 | 2013-14             | 2     | 0     | 0      | —                   | —                   | —                   | —                        | —                        | —                        | 2     | 0     | 0      |
| San Lorenzo Argentina | Total club          | Total club          | 5     | 0     | 0      | 0                   | 0                   | 0                   | 0                        | 0                        | 0                        | 5     | 0     | 0      |
| Gimnasia y Esgrima Argentina | 1.ª                 | 2013-14             | 7     | 1     | 0      | —                   | —                   | —                   | —                        | —                        | —                        | 7     | 1     | 0      |
| Gimnasia y Esgrima Argentina | 1.ª                 | 2015                | 12    | 3     | 1      | 2                   | 0                   | 0                   | —                        | —                        | —                        | 14    | 3     | 1      |
| Gimnasia y Esgrima Argentina | Total club          | Total club          | 19    | 4     | 1      | 2                   | 0                   | 0                   | 0                        | 0                        | 0                        | 21    | 4     | 1      |
| Sporting Braga "B" Portugal | 2.ª                 | 2016-17             | 6     | 0     | 0      | —                   | —                   | —                   | —                        | —                        | —                        | 6     | 0     | 0      |
| Sporting Braga "B" Portugal | Total club          | Total club          | 6     | 0     | 0      | 0                   | 0                   | 0                   | 0                        | 0                        | 0                        | 6     | 0     | 0      |
| Quilmes Argentina | 1.ª                 | 2016-17             | 10    | 0     | 0      | —                   | —                   | —                   | —                        | —                        | —                        | 10    | 0     | 0      |
| Quilmes Argentina | Total club          | Total club          | 10    | 0     | 0      | 0                   | 0                   | 0                   | 0                        | 0                        | 0                        | 10    | 0     | 0      |
| Arsenal Argentina | 1.ª                 | 2017-18             | 10    | 1     | 0      | —                   | —                   | —                   | 2                        | 1                        | 0                        | 12    | 2     | 0      |
| Arsenal Argentina | Total club          | Total club          | 10    | 1     | 0      | 0                   | 0                   | 0                   | 2                        | 1                        | 0                        | 12    | 2     | 0      |
| Deportes Antofagasta · Chile | 1.ª                 | 2018                | 17    | 6     | 2      | 1                   | 0                   | 0                   | —                        | —                        | —                        | 18    | 6     | 2      |
| Necaxa · México | 1.ª                 | 2019                | 23    | 3     | 3      | 6                   | 0                   | 1                   | —                        | —                        | —                        | 29    | 3     | 4      |
| Necaxa · México | Total club          | Total club          | 23    | 3     | 3      | 6                   | 0                   | 1                   | 0                        | 0                        | 0                        | 29    | 3     | 4      |
| Aldosivi Argentina | 1.ª                 | 2019-20             | 3     | 0     | 0      | 1                   | 0                   | 0                   | —                        | —                        | —                        | 4     | 0     | 0      |
| Aldosivi Argentina | 1.ª                 | 2020                | —     | —     | —      | 8                   | 2                   | 2                   | —                        | —                        | —                        | 8     | 2     | 2      |
| Aldosivi Argentina | 1.ª                 | 2021                | —     | —     | —      | 10                  | 2                   | 0                   | —                        | —                        | —                        | 10    | 2     | 0      |
| Aldosivi Argentina | Total club          | Total club          | 3     | 0     | 0      | 19                  | 4                   | 2                   | 0                        | 0                        | 0                        | 22    | 4     | 2      |
| Defensa y Justicia Argentina | 1.ª                 | 2021                | 13    | 2     | 1      | 1                   | 0                   | 0                   | 2                        | 0                        | 0                        | 16    | 2     | 1      |
| Defensa y Justicia Argentina | Total club          | Total club          | 13    | 2     | 1      | 1                   | 0                   | 0                   | 2                        | 0                        | 0                        | 16    | 2     | 1      |
| Platense Argentina | 1.ª                 | 2022                | 19    | 1     | 2      | 10                  | 1                   | 0                   | —                        | —                        | —                        | 29    | 2     | 2      |
| Platense Argentina | Total club          | Total club          | 19    | 1     | 2      | 10                  | 1                   | 0                   | 0                        | 0                        | 0                        | 29    | 2     | 2      |
| Deportes Antofagasta · Chile | 2.ª                 | 2023                | 32    | 19    | 2      | 1                   | 0                   | 0                   | —                        | —                        | —                        | 33    | 19    | 2      |
| Deportes Antofagasta · Chile | Total club          | Total club          | 49    | 25    | 4      | 2                   | 0                   | 0                   | 0                        | 0                        | 0                        | 51    | 25    | 4      |
| Everton · Chile | 1.ª                 | 2024                | 25    | 16    | 5      | 3                   | 1                   | 1                   | 1                        | 0                        | 0                        | 29    | 17    | 6      |
| Everton · Chile | Total club          | Total club          | 25    | 16    | 5      | 3                   | 1                   | 1                   | 1                        | 0                        | 0                        | 29    | 17    | 6      |
| Universidad de Chile · Chile | 1.ª                 | 2025                | 17    | 8     | 1      | 6                   | 1                   | 1                   | 8                        | 0                        | 0                        | 31    | 9     | 2      |
| Universidad de Chile · Chile | Total club          | Total club          | 17    | 8     | 1      | 6                   | 1                   | 1                   | 8                        | 0                        | 0                        | 31    | 9     | 2      |
| Total en su carrera | Total en su carrera | Total en su carrera | 199   | 60    | 17     | 49                  | 7                   | 5                   | 13                       | 1                        | 0                        | 261   | 68    | 22     |
| (1) Las copas nacionales se refiere a la Copa Argentina, la Copa Chile, la Copa México y a la Copa de la Liga Profesional. (2) Las copas internacionales se refiere a la Copa Libertadores y a la Copa Sudamericana. (3) Media de goles por encuentro. No incluye goles en partidos amistosos. |                     |                     |       |       |        |                     |                     |                     |                          |                          |                          |       |       |        |

## Palmarés

### Campeonatos nacionales
| Título              | Club        | País      | Año    |
| ------------------- | ----------- | --------- | ------ |
| Primera División    | San Lorenzo | Argentina | I-2013 |
| Supercopa Argentina | San Lorenzo | Argentina | 2015   |

### Campeonatos internacionales
| Título              | Club                | Sede      | Año  |
| ------------------- | ------------------- | --------- | ---- |
| Copa Libertadores   | San Lorenzo         | Argentina | 2014 |
| Sudamericano Sub-20 | Selección Argentina | Uruguay   | 2015 |

### Distinciones individuales
| Distinción                                          | Año  |
| --------------------------------------------------- | ---- |
| Máximo goleador de la Primera B de Chile (19 goles) | 2023 |